# Albanien beim Eurovision Song Contest
Teilnehmende Rundfunkanstalt

Erste Teilnahme
2004
Anzahl der Teilnahmen
21 (Stand 2025)
Höchste Platzierung
5 (2012)
Höchste Punktzahl
218 (2025)
Niedrigste Punktzahl
14 (2024 SF)
Punkteschnitt (seit erstem Beitrag)
68,41 (Stand 2021)
Punkteschnitt pro abstimmendem Land im 12-Punkte-System
1,40 (Stand 2021)
Dieser Artikel beschäftigt sich mit der Geschichte Albaniens als Teilnehmer am Eurovision Song Contest.
Radio Televizioni Shqiptar (RTSH) gab 2004 sein Debüt beim ESC und hat seitdem an jedem Wettbewerb teilgenommen. Die besten Ergebnisse waren Platz 5 in Baku 2012, Platz 7 in Istanbul 2004 und Platz 8 in Basel 2025. Insgesamt konnte Albanien sich bei 21 Teilnahmen zwölfmal fürs Finale qualifizieren.

## Regelmäßigkeit der Teilnahme und Erfolge im Wettbewerb
Albanien nahm erstmals 2004 und seitdem jedes Jahr am Wettbewerb teil. Bei der ersten Teilnahme kam Albanien auf einen guten siebten Platz – ein Ergebnis, das lange nicht mehr erreicht werden sollte: Anjeza Shahini reüssierte damals im Halbfinale mit Imazhi yt und war im Finale auch ganz vorne dabei. In den Folgejahren war das Land weniger erfolgreich und musste 2006 nach einer schlechten Platzierung im Vorjahr ins Halbfinale, in dem es wie auch im Jahr darauf hängen blieb. 2008 schaffte es Albanien im zweiten Halbfinale mit nur drei Punkten Vorsprung vor Mazedonien knapp auf dem neunten Platz ins Finale, wo es allerdings wie 2005 nur den 16. Platz belegte. 2009 kam Kejsi Tola nach erfolgreicher Qualifikation im Final auf Platz 17. Wiederum einen 16. Platz gab es im Folgejahr für Juliana Pasha. Aurela Gaçe gelang die Qualifikation für das Finale im Jahr 2011 hingegen nicht. Im Jahr 2012 schaffte Rona Nishliu als Zweite erneut den Sprung ins Finale und errang dort den fünften Platz, das bisher beste Resultat des Landes. 2013 gab es jedoch mit Identitet im Halbfinale nur 31 Punkte und Platz 15 von 17 Teilnehmern. 2014 erreichte Hersi sogar nur den vorletzten Platz im Halbfinale und damit das schlechteste Ergebnis bisher. 2015 hingegen erreichte das Land zum ersten Mal seit drei Jahren das Finale wieder. Dort landete man auf Platz 17. 2016 und 2017 hingegen schieden die albanischen Beiträge wieder deutlich im Halbfinale aus.
Erst 2018 erreichte Albanien wieder das Finale. Nach einer überraschenden Qualifikation für das Finale, erreichte Eugent Bushpepa mit Platz 11 im Finale die beste Platzierung des Landes seit 2012. Mit 184 Punkten holte er außerdem eine neue Höchstpunktzahl für das Land. 2019 erreichte der albanische Beitrag erneut das Finale und landete dort auf Platz 17. Auch 2021 wurde zum dritten Mal in Folge mit einem albanischsprachigen Lied das Finale erreicht. Am Ende belegte Karma von Anxhela Peristeri Platz 21. Bis hierhin erreichte man seit 2018 durchgehend das Finale. 2022 scheiterte Albanien jedoch erstmals seit 2017 wieder an einem Finaleinzug. Mit Platz 12 im Halbfinale verpasste man allerdings nur knapp den Einzug. 2023 hingegen konnte man wieder nach einem Jahr das Finale erreichen, wo man mit Platz 22 jedoch nur eine Platzierung im unteren Feld belegte. 2024 schied man erneut im Halbfinale aus. 2025 qualifizierte sich Albanien mit dem zweiten Platz im Halbfinale sicher für das Finale, in dem man später mit Platz 8 die beste Platzierung für das Land seit 2012 erreichte. 
Insgesamt landeten also nur 4 von den 21 Beiträgen in der linken Tabellenhälfte. Insgesamt schied Albanien neunmal im Halbfinale aus, erreichte dagegen aber auch noch nie den letzten Platz. Trotzdem konnte sich das Land bisher nur einmal unter den besten Fünf und zwei weitere Male unter den besten Zehn platzieren. Die meisten Beiträge im Finale erreichten meist nur das untere Mittelfeld (2009, 2010, 2015, 2019, 2021). Somit gehört Albanien zu den weniger erfolgreichen Ländern im Wettbewerb.

## Liste der Beiträge
Farblegende:
– 1. Platz. 
– 2. Platz. 
– 3. Platz. 
– Punktgleichheit mit dem letzten Platz.
– ausgeschieden im Halbfinale/in der Qualifikation/im osteuropäischen Vorentscheid.
– keine Teilnahme/nicht qualifiziert.
– Absage des Eurovision Song Contests.
| Jahr | Interpret                       | Titel Musik (M) und Text (T)                                                                          | Sprache                          | Übersetzung                     | Finale                                           | Finale                                           | Halbfinale/ Qualifikationsrunde                  | Halbfinale/ Qualifikationsrunde                  | Nationaler Vorentscheid |
| Jahr | Interpret                       | Titel Musik (M) und Text (T)                                                                          | Sprache                          | Übersetzung                     | Platz                                            | Punkte                                           | Platz                                            | Punkte                                           | Nationaler Vorentscheid |
| ---- | ------------------------------- | --- | -------------------------------- | ------------------------------- | ------------------------------------------------ | ------------------------------------------------ | ------------------------------------------------ | ------------------------------------------------ | ----------------------- |
| 2004 | Anjeza Shahini                  | The Image of You M: Edmond Zhulali; T: Agim Doçi                                                      | Englisch                         | Dein Abbild                     | 7 / 24                                           | 106                                              | 4 / 22                                           | 167                                              | Festivali i Këngës 2003 |
| 2005 | Ledina Çelo                     | Tomorrow I Go M: Adrian Hila; T: Pandi Laço, Sidorela Risto                                           | Englisch                         | Morgen gehe ich                 | 16 / 24                                          | 53                                               | Direkt für das Finale qualifiziert               | Direkt für das Finale qualifiziert               | Festivali i Këngës 2004 |
| 2006 | Luiz Ejlli                      | Zjarr e ftohtë M: Klodian Qafoku; T: Floran Kondi                                                     | Albanisch                        | Das kalte Feuer                 | Ausgeschieden                                    | Ausgeschieden                                    | 14 / 23                                          | 58                                               | Festivali i Këngës 2005 |
| 2007 | Aida & Frederik Ndoci           | Hear My Plea M: Adrian Hila; T: Pandi Laço                                                            | Englisch, Albanisch              | Erhöre meine Bitte              | Ausgeschieden                                    | Ausgeschieden                                    | 17 / 28                                          | 49                                               | Festivali i Këngës 2006 |
| 2008 | Olta Boka                       | Zemrën e lamë peng M: Adrian Hila; T: Pandi Laço                                                      | Albanisch                        | Wir verspielten das Herz        | 16 / 25                                          | 55                                               | 9 / 19                                           | 67                                               | Festivali i Këngës 2007 |
| 2009 | Kejsi Tola                      | Carry Me in Your Dreams M: Edmond Zhulali; T: Agim Doçi                                               | Englisch                         | Trag mich in deinen Träumen     | 17 / 25                                          | 48                                               | 7 / 19                                           | 73                                               | Festivali i Këngës 2008 |
| 2010 | Juliana Pasha                   | It’s All About You M: Ardit Gjebrea; T: Ardit Gjebrea, Pirro Çako                                     | Englisch                         | Es dreht sich alles nur um dich | 16 / 25                                          | 62                                               | 6 / 17                                           | 76                                               | Festivali i Këngës 2009 |
| 2011 | Aurela Gaçe                     | Feel the Passion M: Shpëtim Saraçi; T: Sokol Marsi                                                    | Englisch, Albanisch              | Spür die Leidenschaft           | Ausgeschieden                                    | Ausgeschieden                                    | 14 / 19                                          | 47                                               | Festivali i Këngës 2010 |
| 2012 | Rona Nishliu                    | Suus M: Florent Boshnjaku; T: Rona Nishliu                                                            | Albanisch mit lateinischem Titel | Persönlich                      | 5 / 26                                           | 146                                              | 2 / 18                                           | 146                                              | Festivali i Këngës 2011 |
| 2013 | Adrian Lulgjuraj & Bledar Sejko | Identitet M: Bledar Sejko; T: Eda Sejko                                                               | Albanisch                        | Identität                       | Ausgeschieden                                    | Ausgeschieden                                    | 15 / 17                                          | 31                                               | Festivali i Këngës 2012 |
| 2014 | Hersi Matmuja                   | One Night’s Anger M: Gentian Lao; T: Jorgo Papingji                                                   | Englisch                         | Zorn einer Nacht                | Ausgeschieden                                    | Ausgeschieden                                    | 15 / 16                                          | 22                                               | Festivali i Këngës 2013 |
| 2015 | Elhaida Dani                    | I’m Alive M: Arber Elshani, Kristijan Lekaj (Zzap'n'Chriss); T: Sokol Marsi                           | Englisch                         | Ich bin am Leben                | 17 / 27                                          | 34                                               | 10 / 16                                          | 62                                               | Festivali i Këngës 2014 |
| 2016 | Eneda Tarifa                    | Fairytale M/T: Olsa Toqi                                                                              | Englisch                         | Märchen                         | Ausgeschieden                                    | Ausgeschieden                                    | 16 / 18                                          | 45                                               | Festivali i Këngës 2015 |
| 2017 | Lindita Halimi                  | World M: Klodian Qafoku; T: Lindita, Big Basta                                                        | Englisch                         | Welt                            | Ausgeschieden                                    | Ausgeschieden                                    | 14 / 18                                          | 76                                               | Festivali i Këngës 2016 |
| 2018 | Eugent Bushpepa                 | Mall M/T: Eugent Bushpepa                                                                             | Albanisch                        | Sehnsucht                       | 11 / 26                                          | 184                                              | 8 / 19                                           | 162                                              | Festivali i Këngës 2017 |
| 2019 | Jonida Maliqi                   | Ktheju tokës M/T: Eriona Rushiti                                                                      | Albanisch                        | Kehre zurück in dein Land       | 17 / 26                                          | 90                                               | 9 / 18                                           | 96                                               | Festivali i Këngës 2018 |
| 2020 | Arilena Ara                     | Fall from the Sky M: Darko Dimitrov, Lazar Cvetkoski; T: Michael Blue, Robert Stevenson, Sam Schummer | Englisch                         | Vom Himmel fallen               | Absage wegen der COVID-19-Pandemie durch die EBU | Absage wegen der COVID-19-Pandemie durch die EBU | Absage wegen der COVID-19-Pandemie durch die EBU | Absage wegen der COVID-19-Pandemie durch die EBU | Festivali i Këngës 2019 |
| 2021 | Anxhela Peristeri               | Karma M: Kledi Bahiti; T: Olti Curri                                                                  | Albanisch                        | Karma                           | 21 / 26                                          | 57                                               | 10 / 17                                          | 112                                              | Festivali i Këngës 2020 |
| 2022 | Ronela Hajati                   | Sekret M/T: Ronela Hajati                                                                             | Albanisch, Englisch, Spanisch    | Geheimnis                       | Ausgeschieden                                    | Ausgeschieden                                    | 12 / 17                                          | 58                                               | Festivali i Këngës 2021 |
| 2023 | Albina & Familja Kelmendi       | Duje M: Enis Mullaj; T: Eriona Rushiti                                                                | Albanisch                        | Liebe es / Liebe sie            | 22 / 26                                          | 76                                               | 9 / 16                                           | 83                                               | Festivali i Këngës 2022 |
| 2024 | Besa                            | Titan M: Kledi Bahiti, Besa Kokëdhima, Gia Koka, Alias Lj; T: Gia Koka                                | Englisch                         | –                               | Ausgeschieden                                    | Ausgeschieden                                    | 15 / 16                                          | 14                                               | Festivali i Këngës 2023 |
| 2025 | Shkodra Elektronike             | Zjerm M: Beatriçe Gjergji, Lekë Gjeloshi; T: Beatriçe Gjergji                                         | Albanisch                        | Feuer                           | 8 / 26                                           | 218                                              | 2 / 15                                           | 122                                              | Festivali i Këngës 2024 |
| 2026 |                                 | |                                  |                                 |                                                  |                                                  |                                                  |                                                  | Festivali i Këngës 2025 |

## Nationale Vorentscheide

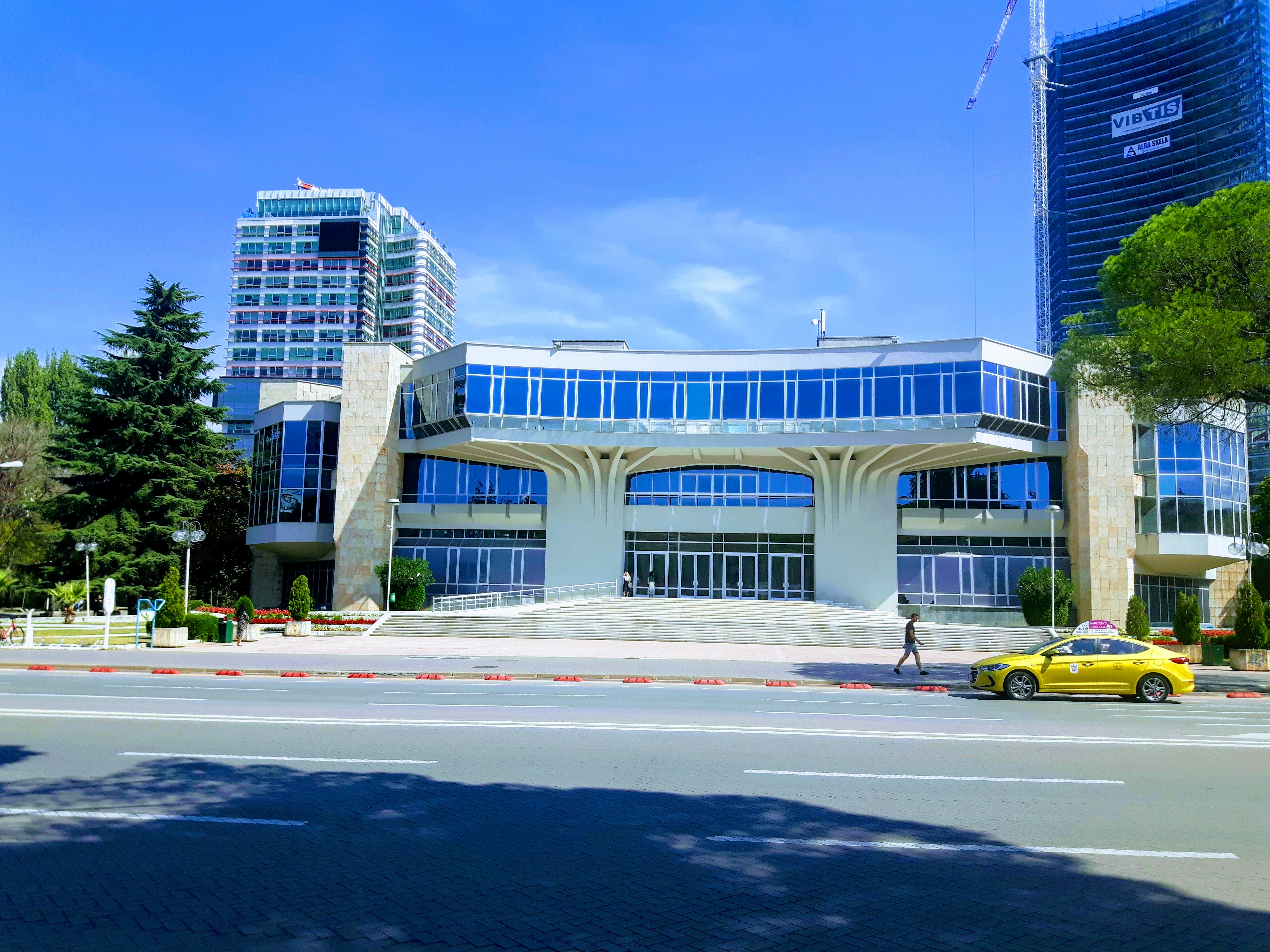
Kongresspalast in Tirana, Austragungsort der albanischen Vorentscheide

Die albanischen Vertreter wurden bisher immer im Rahmen des Festivali i Këngës, eines seit 1962 vom nationalen Fernsehsender Radio Televizioni Shqiptar ausgetragenen Musikwettbewerbes, gewählt; der Sieger sollte zugleich auch das Ticket zum Eurovision Song Contest gewinnen. 2004 und 2006 hatten Anjeza Shahini und Luiz Ejlli als Sieger des albanischen Pop-Idol-Formates dieser Jahre jeweils eine Direktnominierung für das Festival erhalten. Der Vorentscheid wurde bisher immer an drei Tagen im Dezember des Vorjahres zum jeweiligen Song Contest abgehalten. Vor dem großen Finale fanden jeweils zwei Halbfinalrunden statt, die Gesamtteilnehmerzahl schwankte über die Jahre zwischen 28 (2003), 32 (2004), 34 (2005), 31 (2006), 29 (2007) und 20 (2008). Abgestimmt wurde meist per Jury.
2007 war das Ergebnis des albanischen Vorentscheids stark umstritten: Das zweitplatzierte Duo Flaka Krelani und Doruntina Disha hatten von fünf der sieben Jurymitglieder die höchste oder zweithöchste Wertung erhalten, während es von den verbleibenden zwei Mitgliedern überhaupt keine Punkte erhielt, sodass mit Zemrën e lamë peng der dritte Beitrag in fünf Jahren gewann, der von Adrian Hila und Pandi Laço geschrieben wurde. Der Sieg des Beitrages wurde auch in der albanischen Presse heftig diskutiert. Zuvor hatte der Sänger Blero seinen Beitrag kurzfristig zurückgezogen mit der Begründung, die Abstimmung sei manipuliert und der Sieger stehe schon fest.
Das 52. Festivali i Këngës, das den Teilnehmer für den Eurovision Song Contest 2014 in Kopenhagen bestimmte, war das erste seit Albaniens Debüt 2004, bei dem alle Semifinalisten auch im Finale antraten. Es gab somit insgesamt nur 16 Kandidaten beim Festival und das Semifinale war für das Resultat irrelevant. Für das 53. Festivali i Këngës, das vom 26. bis 28. Dezember 2014 stattfand, wurde wiederum der ursprüngliche Modus eingeführt, wobei sich aus jedem Semifinale mit 13 Teilnehmern jeweils acht oder neun Beiträge für das Finale qualifizierten. Auch in den Folgejahren wurde dieses System beibehalten.
2015 wurde erstmals nicht das Siegerlied des Festivali i Këngës als albanischer Song beim ESC genutzt, da der Komponist diesen nicht für geeignet hielt.
2022 wurde anstatt des Gewinnerbeitrags des Jury-Votings erstmals der Beitrag zum Song Contest geschickt, welcher das Televoting gewonnen hat.

## Sprachen der Beiträge und Neuaufnahmen
Da beim Festivali i Këngës alle Titel auf Albanisch vorgestellt werden müssen, waren alle Beiträge in der Originalfassung in der Landessprache. 2004, 2005, 2009, 2010, 2014, 2015, 2016 und 2020, 2024 wurden für den Wettbewerb englische Fassungen aufgenommen ebenso wie 2007 und 2011, als der Beitrag Hear My Plea in Helsinki sowie der Beitrag Feel the Passion in Düsseldorf auf Englisch und auf Albanisch gesungen wurden. 2006, 2008, 2012, 2013, 2018, 2019, 2021, 2022 und 2023 wurden die Beiträge komplett auf Albanisch vorgestellt. Zudem wurden alle Beiträge nach dem Vorentscheid neu arrangiert, unter anderem auch, da sie die zulässige Höchstdauer von drei Minuten überschritten.

## Kommentatoren und Punktesprecher
Diese Liste der Kommentatoren und Punktesprecher beginnt mit dem Beginn der TV-Übertragungen in Albanien.
| Jahr | Kommentator  | Punktesprecher |
| ---- | ------------ | -------------- |
| 2004 | Leon Menkshi | Zhani Ciko     |
| 2005 | Leon Menkshi | Zhani Ciko     |
| 2006 | Leon Menkshi | Leon Menkshi   |
| 2007 | Leon Menkshi | Leon Menkshi   |
| 2008 | Leon Menkshi | Leon Menkshi   |
| 2009 | Leon Menkshi | Leon Menkshi   |
| 2010 | Leon Menkshi | Leon Menkshi   |
| 2011 | Leon Menkshi | Leon Menkshi   |
| 2012 | Andri Xhahu  | Andri Xhahu    |
| 2013 | Andri Xhahu  | Andri Xhahu    |
| 2014 | Andri Xhahu  | Andri Xhahu    |
| 2015 | Andri Xhahu  | Andri Xhahu    |
| 2016 | Andri Xhahu  | Andri Xhahu    |
| 2017 | Andri Xhahu  | Andri Xhahu    |
| 2018 | Andri Xhahu  | Andri Xhahu    |
| 2019 | Andri Xhahu  | Andri Xhahu    |
| 2021 | Andri Xhahu  | Andri Xhahu    |
| 2022 | Andri Xhahu  | Andri Xhahu    |
| 2023 | Andri Xhahu  | Andri Xhahu    |
| 2024 | Andri Xhahu  | Andri Xhahu    |
| 2025 | Andri Xhahu  | Andri Xhahu    |

## Punktevergabe
Folgende Länder erhielten die meisten Punkte von oder vergaben die meisten Punkte an Albanien (Stand: 2025):
| Die meisten im Finale vergebenen Punkte | Die meisten im Finale vergebenen Punkte | Die meisten im Finale vergebenen Punkte |
| Platz                                   | Land                                    | Punkte                                  |
| --------------------------------------- | --------------------------------------- | --------------------------------------- |
| 1                                       | Italien                                 | 208                                     |
| 2                                       | Griechenland                            | 184                                     |
| 3                                       | Schweden                                | 089                                     |
| 4                                       | Frankreich                              | 078                                     |
| 4                                       | Spanien                                 | 078                                     |
| 5                                       | Türkei                                  | 071                                     |

| Die meisten im Finale erhaltenen Punkte | Die meisten im Finale erhaltenen Punkte | Die meisten im Finale erhaltenen Punkte |
| Platz                                   | Land                                    | Punkte                                  |
| --------------------------------------- | --------------------------------------- | --------------------------------------- |
| 1                                       | Nordmazedonien                          | 127                                     |
| 2                                       | Griechenland                            | 116                                     |
| 3                                       | Schweiz                                 | 100                                     |
| 4                                       | Montenegro                              | 091                                     |
| 5                                       | Italien                                 | 067                                     |

| Die meisten insgesamt vergebenen Punkte | Die meisten insgesamt vergebenen Punkte | Die meisten insgesamt vergebenen Punkte |
| Platz                                   | Land                                    | Punkte                                  |
| --------------------------------------- | --------------------------------------- | --------------------------------------- |
| 1                                       | Griechenland                            | 331                                     |
| 2                                       | Italien                                 | 208                                     |
| 3                                       | Nordmazedonien                          | 183                                     |
| 4                                       | Schweiz                                 | 135                                     |
| 5                                       | Schweden                                | 132                                     |

| Die meisten insgesamt erhaltenen Punkte | Die meisten insgesamt erhaltenen Punkte | Die meisten insgesamt erhaltenen Punkte |
| Platz                                   | Land                                    | Punkte                                  |
| --------------------------------------- | --------------------------------------- | --------------------------------------- |
| 1                                       | Griechenland                            | 289                                     |
| 2                                       | Nordmazedonien                          | 263                                     |
| 3                                       | Schweiz                                 | 223                                     |
| 4                                       | Montenegro                              | 143                                     |
| 5                                       | Italien                                 | 139                                     |

### Vergaben der Höchstwertung
Seit 2004 vergab Albanien im Finale die Höchstpunktzahl an zwölf verschiedene Länder, davon achtmal an Griechenland. Im Halbfinale vergab Albanien die Höchstpunktzahl an 14 verschiedene Länder, davon siebenmal an Nordmazedonien.
Seit 2016 vergibt jedes Land im Finale zwei Punktesätze. Dabei stammt einer von der Jury, hier mit (J) markiert, und einer vom Televoting, hier mit (T) markiert. Im Halbfinale galt diese Regel bis 2022 ebenfalls, seit 2023 wird dort nur per Televoting abgestimmt.
| Höchstwertung (Finale) | Höchstwertung (Finale)  | Höchstwertung (Finale) |
| Jahr                   | Land                    | Platz                  |
| ---------------------- | ----------------------- | ---------------------- |
| 2004                   | Griechenland            | 3                      |
| 2005                   | Griechenland            | 1                      |
| 2006                   | Bosnien und Herzegowina | 3                      |
| 2007                   | Spanien                 | 20                     |
| 2008                   | Griechenland            | 3                      |
| 2009                   | Griechenland            | 7                      |
| 2010                   | Griechenland            | 8                      |
| 2011                   | Italien                 | 2                      |
| 2012                   | Griechenland            | 17                     |
| 2013                   | Italien                 | 7                      |
| 2014                   | Spanien                 | 10                     |
| 2015                   | Italien                 | 3                      |
| 2016                   | Australien (J & T)      | 2                      |
| 2017                   | Italien (J & T)         | 6                      |
| 2018                   | Italien (J & T)         | 5                      |
| 2019                   | Nordmazedonien (J)      | 7                      |
| 2019                   | Russland (T)            | 3                      |
| 2020                   | Wettbewerb abgesagt     | Wettbewerb abgesagt    |
| 2021                   | Schweiz (J & T)         | 3                      |
| 2022                   | Italien (J)             | 6                      |
| 2022                   | Griechenland (T)        | 8                      |
| 2023                   | Schweden (J)            | 1                      |
| 2023                   | Italien (T)             | 4                      |
| 2024                   | Schweiz (J)             | 1                      |
| 2024                   | Kroatien (T)            | 2                      |
| 2025                   | Frankreich (J)          | 7                      |
| 2025                   | Griechenland (T)        | 6                      |

| Höchstwertung (Halbfinale) | Höchstwertung (Halbfinale) | Höchstwertung (Halbfinale) |
| Jahr                       | Land                       | Platz                      |
| -------------------------- | -------------------------- | -------------------------- |
| 2004                       | Griechenland               | 3                          |
| 2005                       | Nordmazedonien             | 9                          |
| 2006                       | Nordmazedonien             | 10                         |
| 2007                       | Türkei                     | 3                          |
| 2008                       | Türkei                     | 7                          |
| 2009                       | Griechenland               | 4                          |
| 2010                       | Nordmazedonien             | 15                         |
| 2011                       | Türkei                     | 13                         |
| 2012                       | Montenegro                 | 15                         |
| 2013                       | Nordmazedonien             | 16                         |
| 2014                       | Montenegro                 | 7                          |
| 2015                       | Griechenland               | 6                          |
| 2016                       | Nordmazedonien (J & T)     | 11                         |
| 2017                       | Moldau (J)                 | 2                          |
| 2017                       | Portugal (T)               | 1                          |
| 2018                       | Zypern (J & T)             | 2                          |
| 2019                       | Nordmazedonien (J)         | 2                          |
| 2019                       | Norwegen (T)               | 7                          |
| 2020                       | Wettbewerb abgesagt        | Wettbewerb abgesagt        |
| 2021                       | Schweiz (J & T)            | 1                          |
| 2022                       | Ukraine (J)                | 1                          |
| 2022                       | Bulgarien (T)              | 16                         |
| 2023                       | Australien                 | 1                          |
| 2024                       | Israel                     | 1                          |
| 2025                       | Zypern                     | 11                         |

## Verschiedenes
- Albanien plante bereits 2003 am Wettbewerb teilzunehmen, doch die Europäische Rundfunkunion ließ nach einer Regeländerung nur ein neues Teilnehmerland – die Ukraine – zu. Als Vertreterin Albaniens war die Siegerin des Festivali i Këngës, Mira Konçi mit dem Titel Brenda vetes më merr, vorgesehen.
- 2005 mit Ledina Çelo, 2007 mit Aida und Frederik Ndoci sowie 2008 mit Olta Boka konnten sich Lieder, die von Adrian Hila komponiert und von Pandi Laço getextet wurden, in der albanischen Vorentscheidung durchsetzen. Mit zwei Gewinnerkompositionen (2004 und 2009) liegen Edmond Zhulali und Agim Doçi nur knapp dahinter.
- Da Albanien jeweils schon im Dezember des Vorjahres den Beitrag für den Eurovision Song Contest auswählt und vorstellt, ist das Land oft das Erste von allen Teilnehmern, so in den Jahren 2004, 2005, 2006, 2009 und 2016. In den Jahren 2007, 2008, 2010 und 2011 war Albanien das zweite Land, dessen Beitrag der Öffentlichkeit präsentiert wurde, wobei 2008 der andorranische Beitrag zwar zuvor gewählt, aber nur in Auszügen vorgestellt worden war. 2010 wurde der niederländische Beitrag nur in einer Demofassung veröffentlicht.
- Albanien hat 2012 das Halbfinale mit Rona Nishliu nicht live im Fernsehen übertragen, da der 22. Mai nach einem schweren Busunfall zum nationalen Trauertag erklärt worden war. Für die Punktevergabe wurden nur die Stimmen der Jury gewertet.[15]

## Impressionen

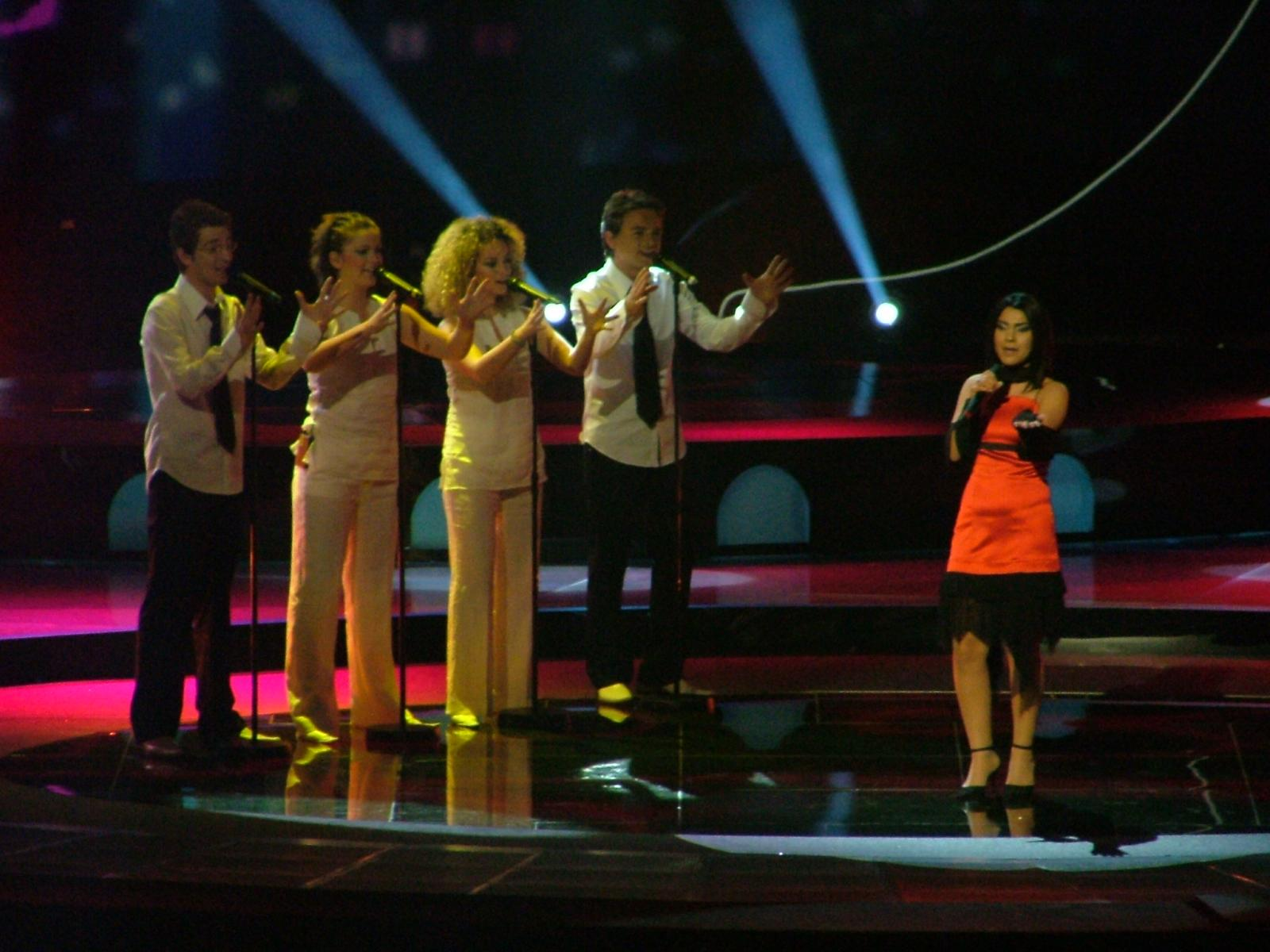
Anjeza Shahini 2004
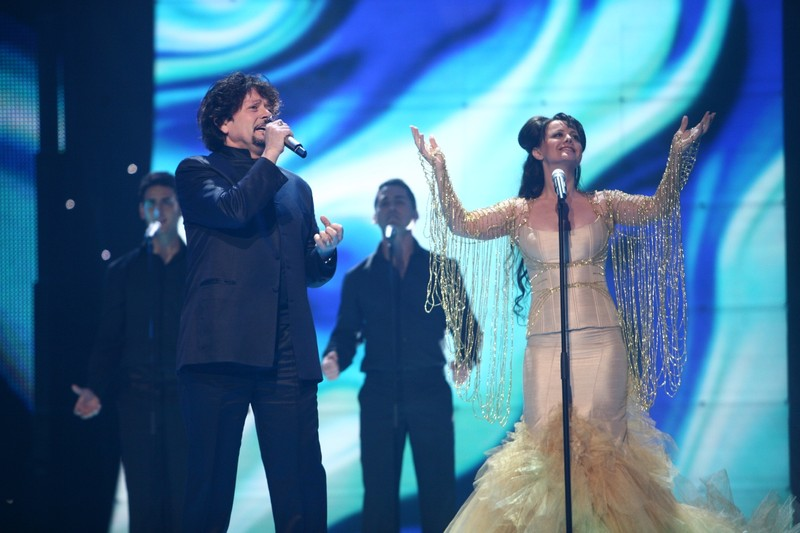
Frederik Ndoci & Aida Ndoci 2007
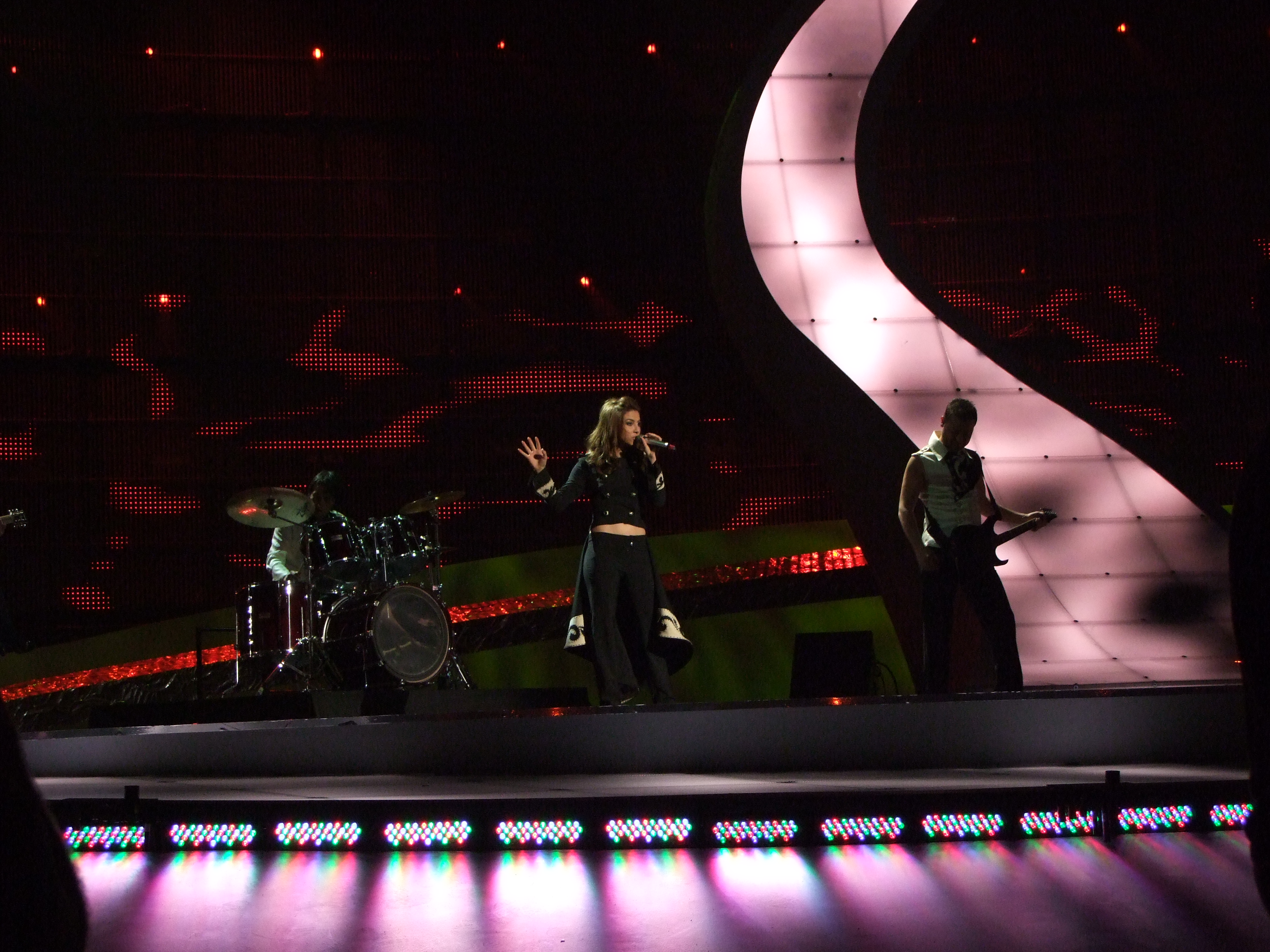
Olta Boka 2008
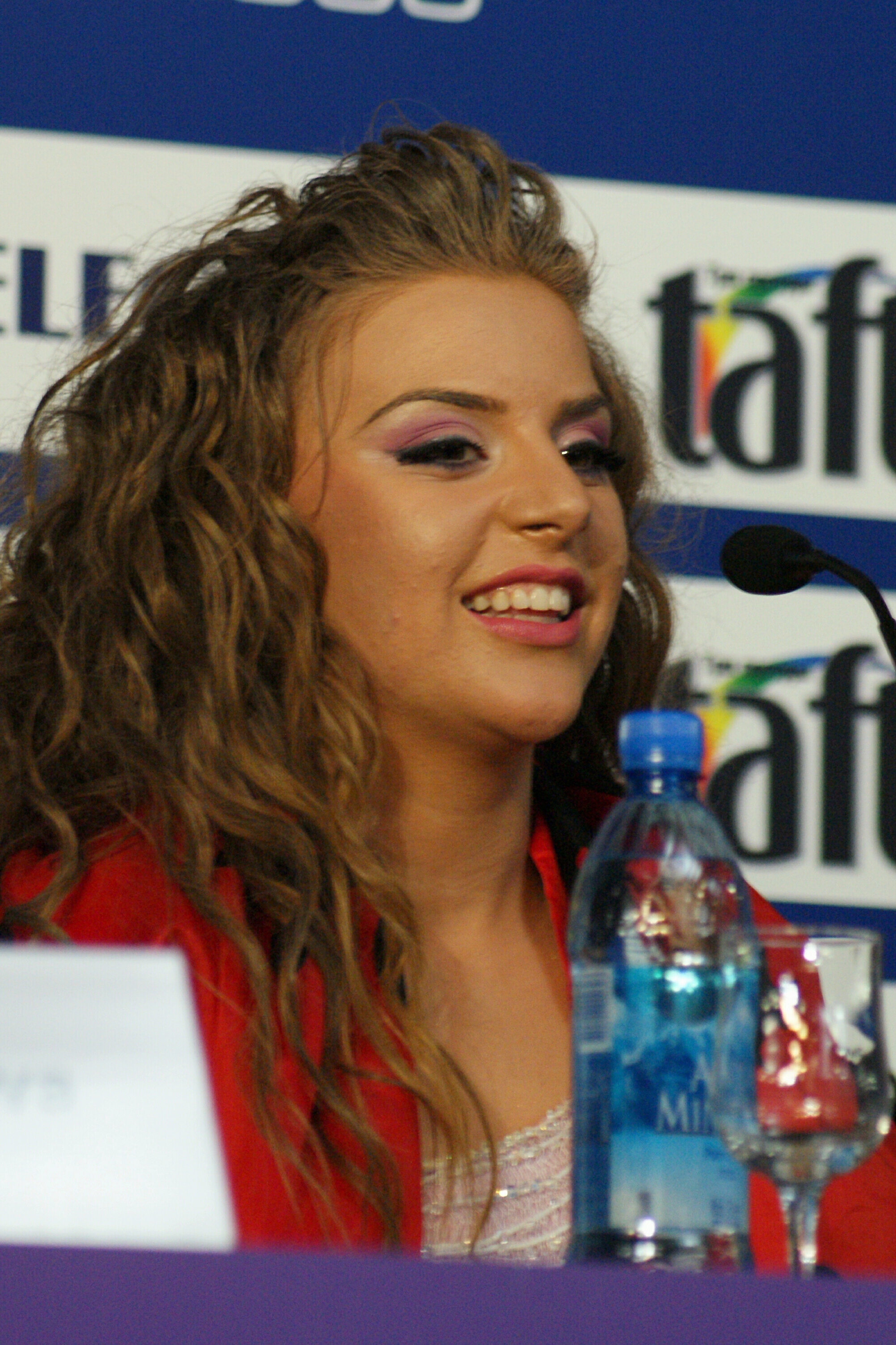
Kejsi Tola 2009
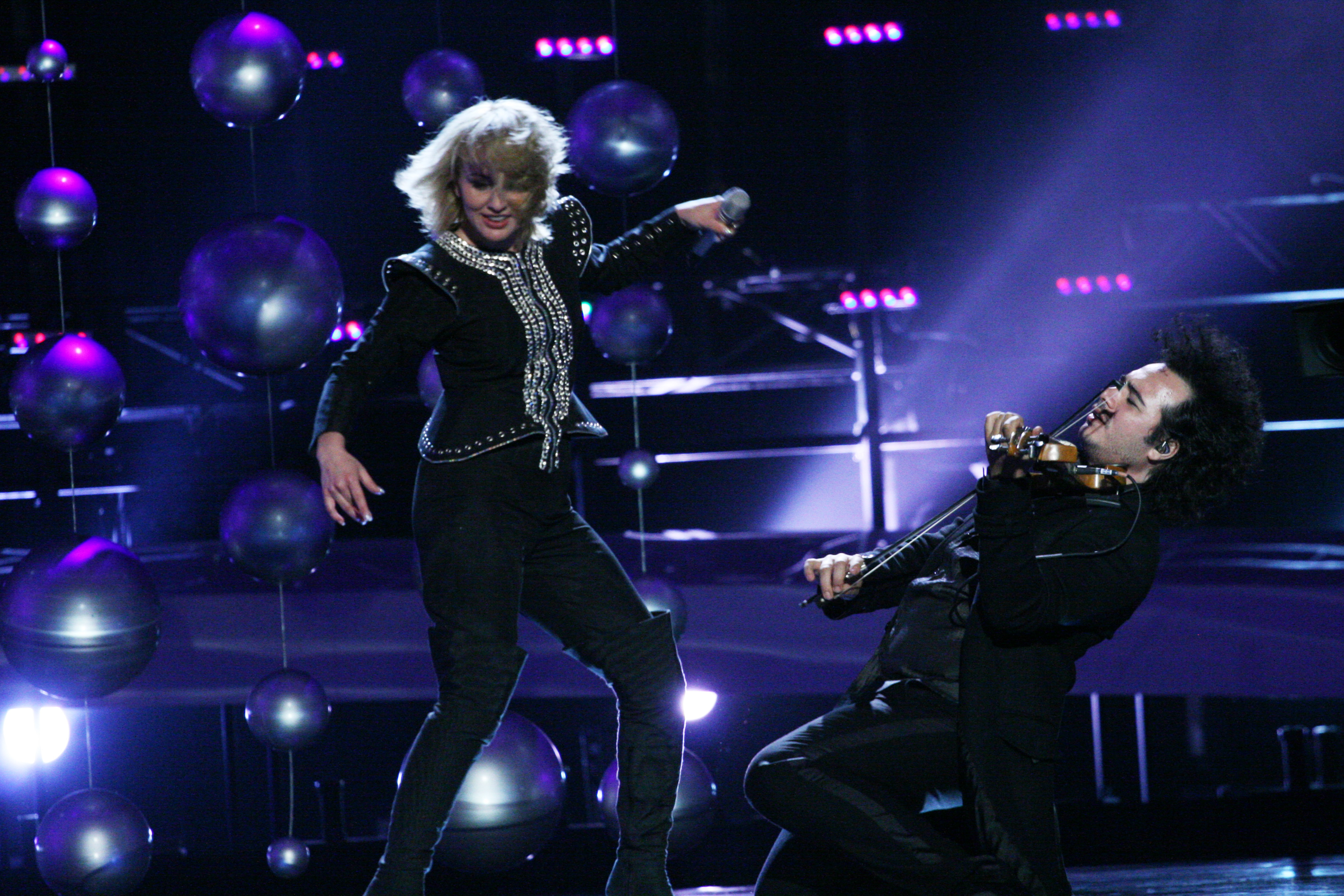
Juliana Pasha 2010
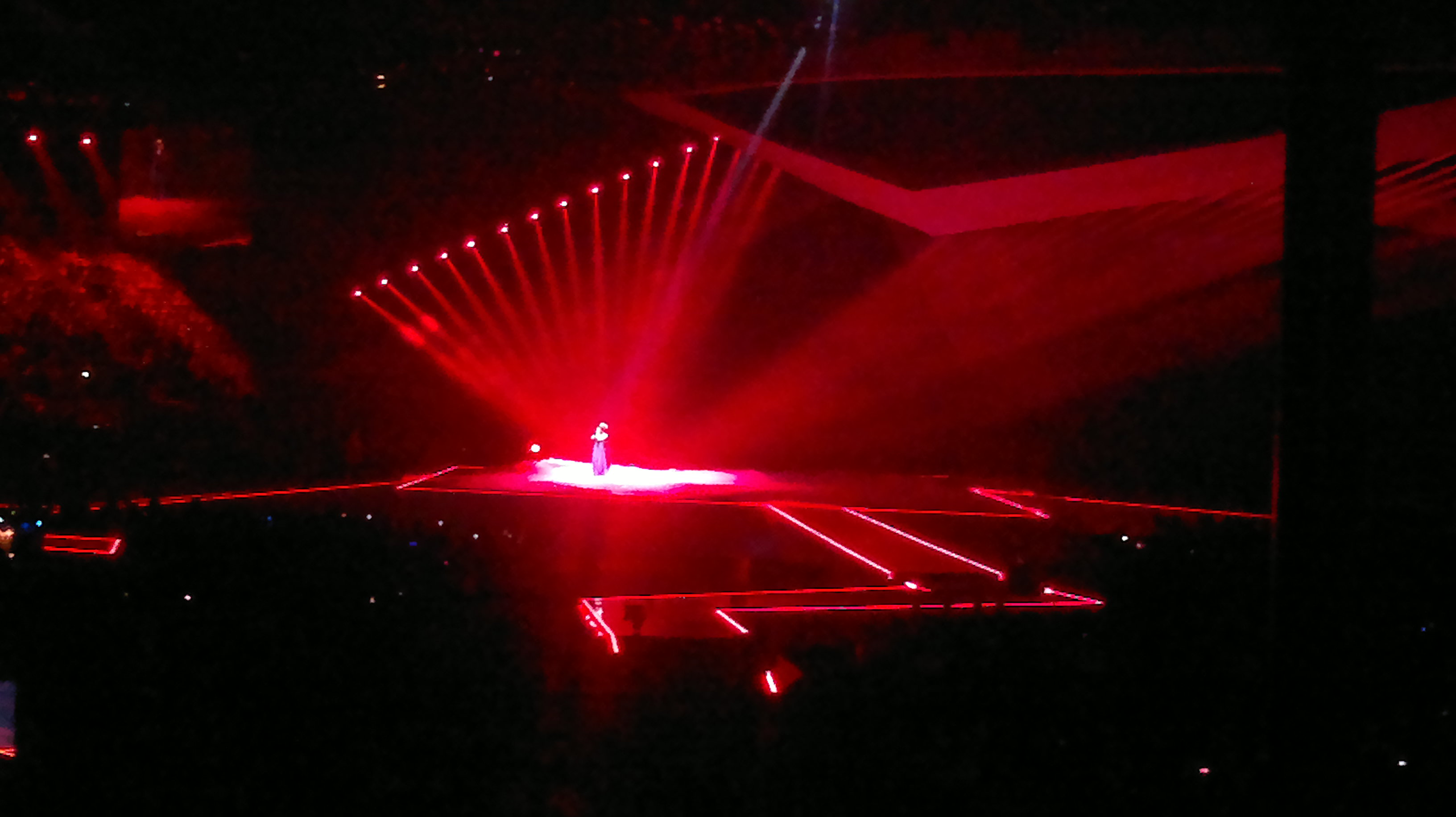
Rona Nishliu 2012
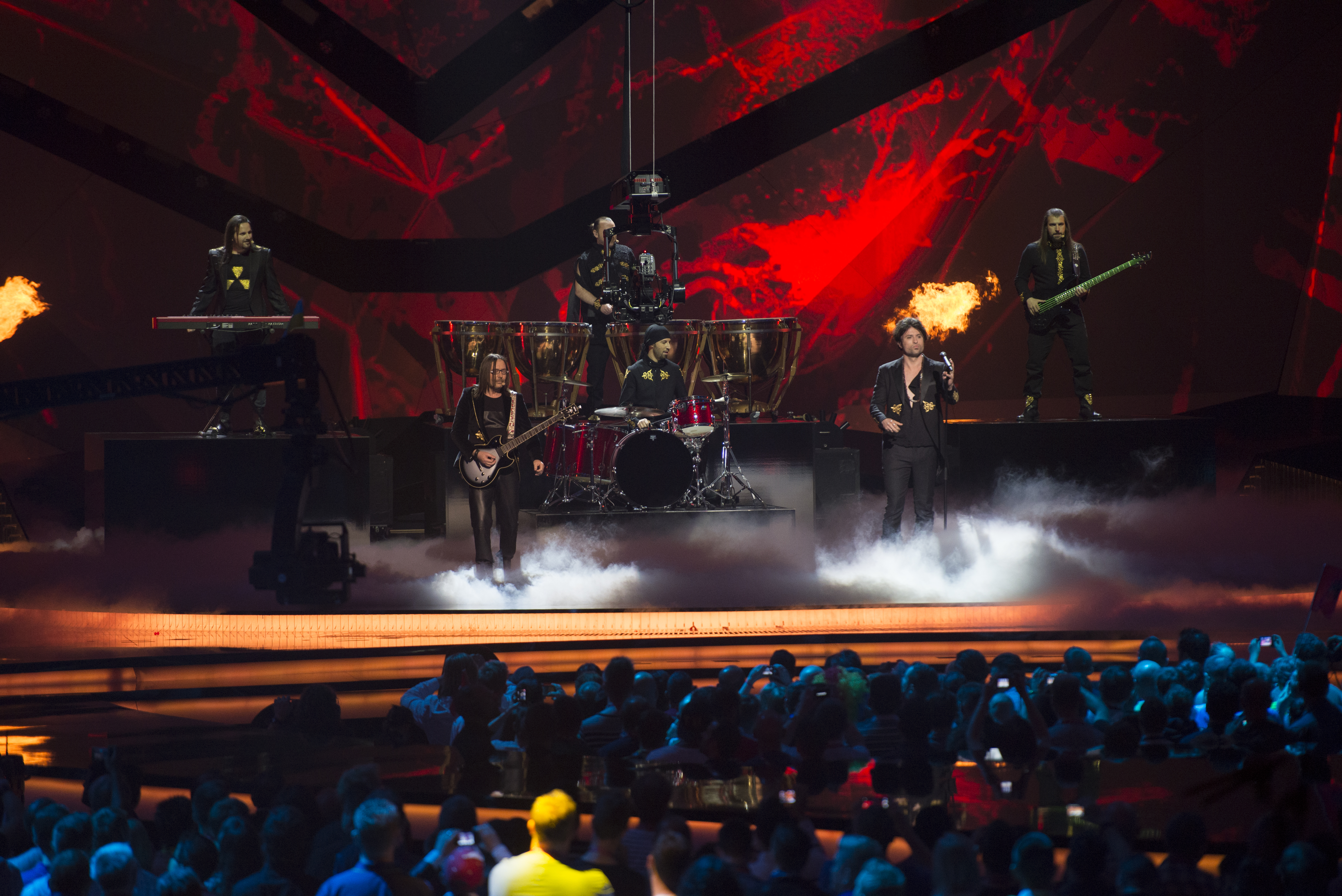
Adrian Lulgjuraj & Bledar Sejko 2013
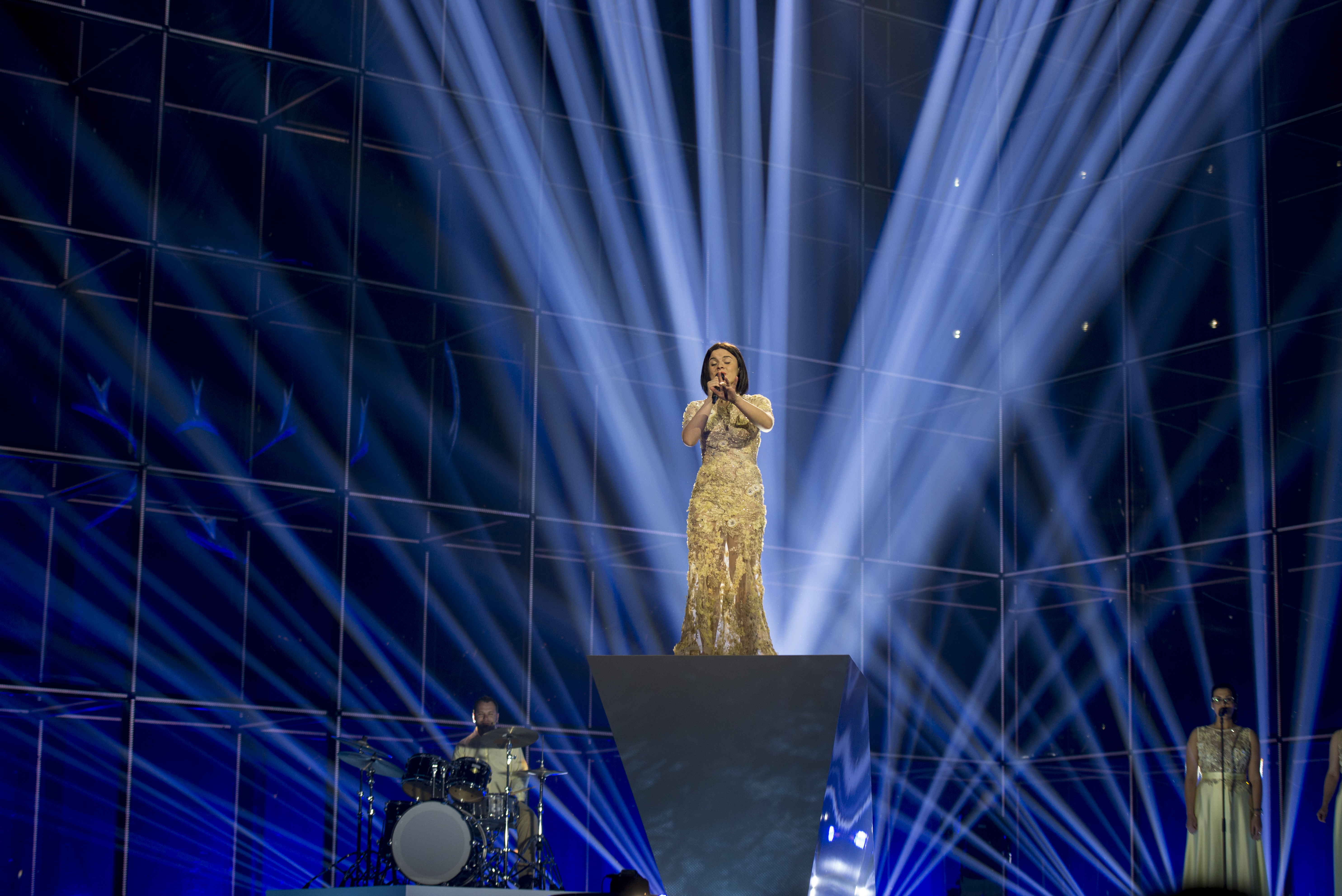
Hersi Matmuja 2014
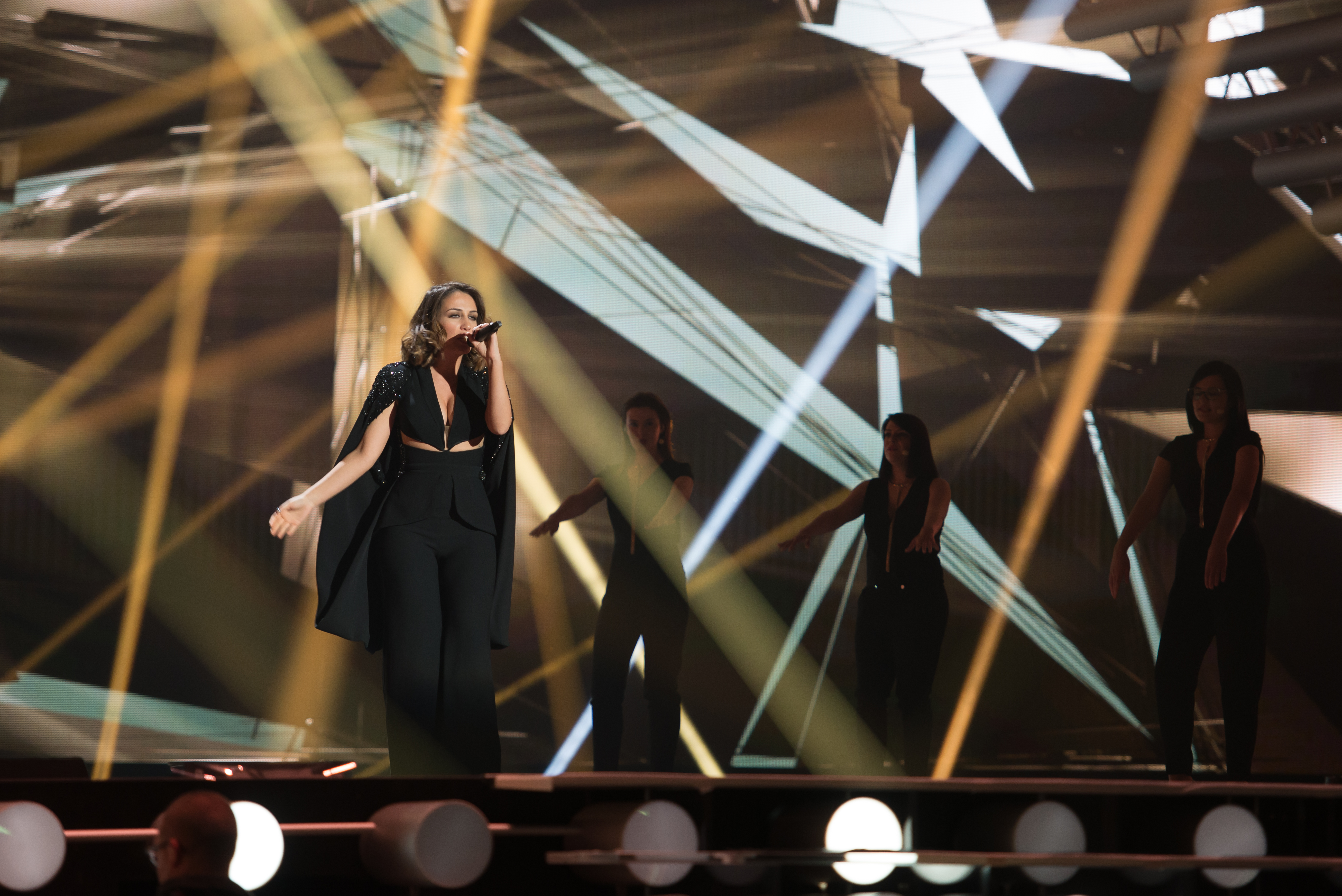
Elhaida Dani 2015
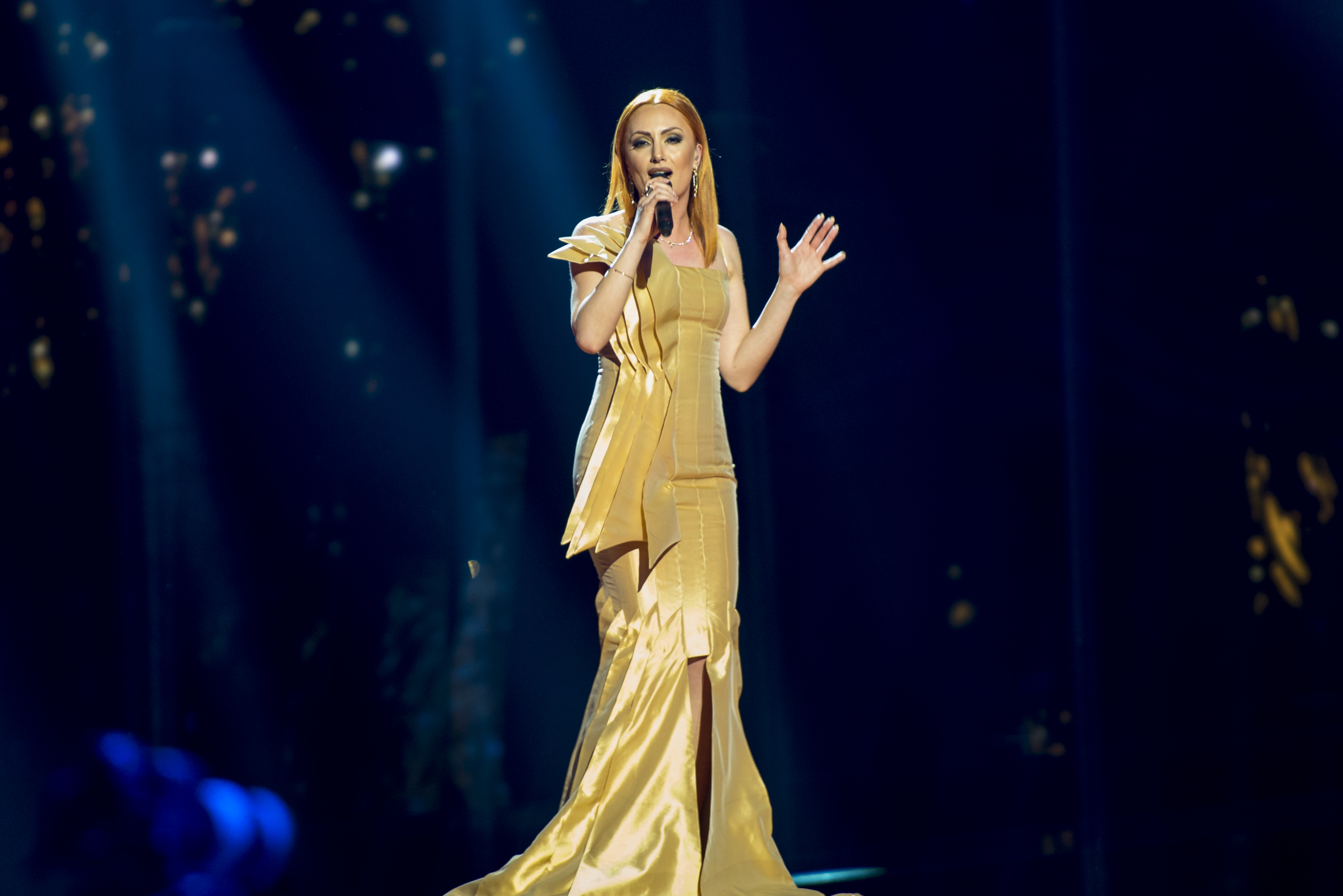
Eneda Tarifa 2016
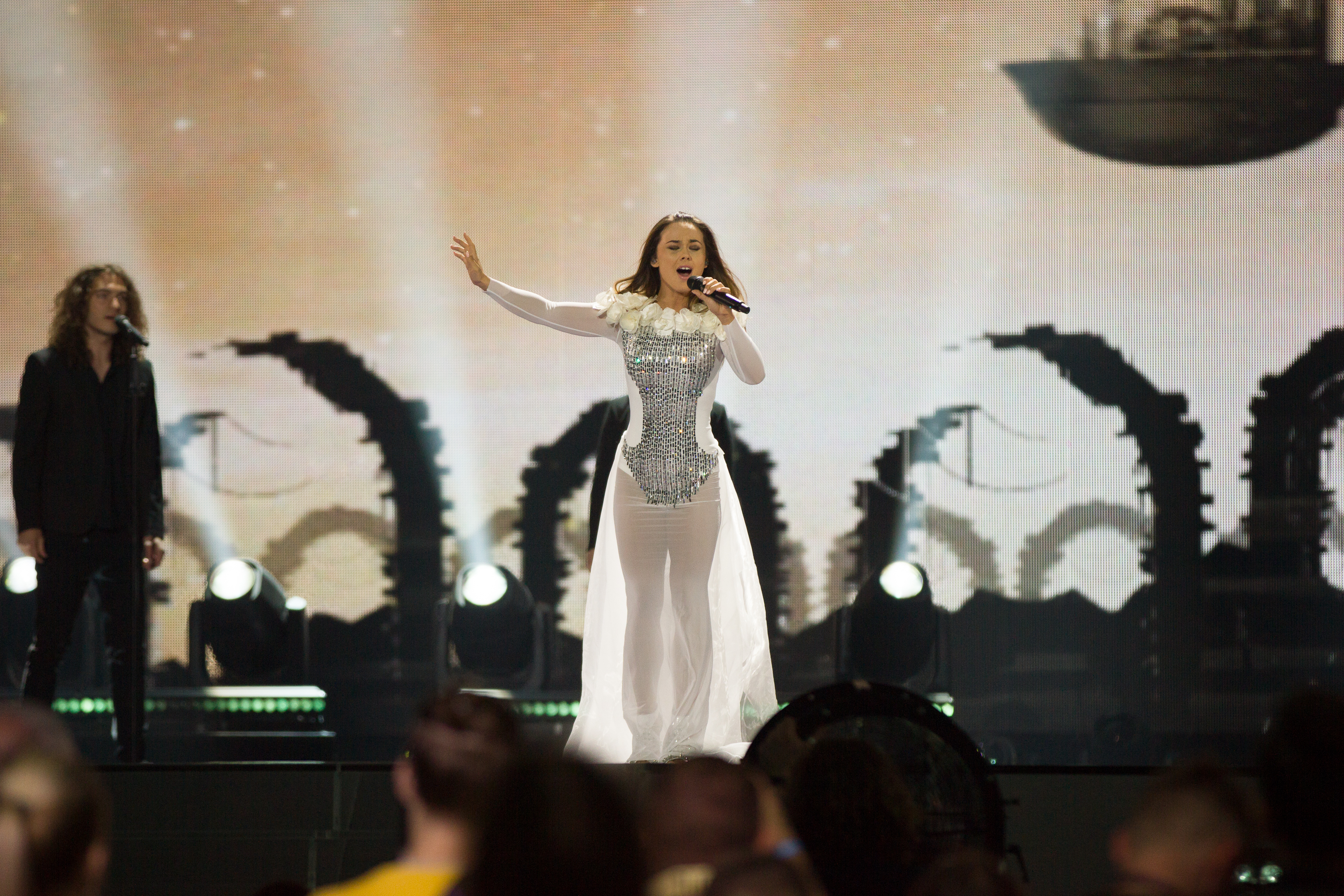
Lindita 2017
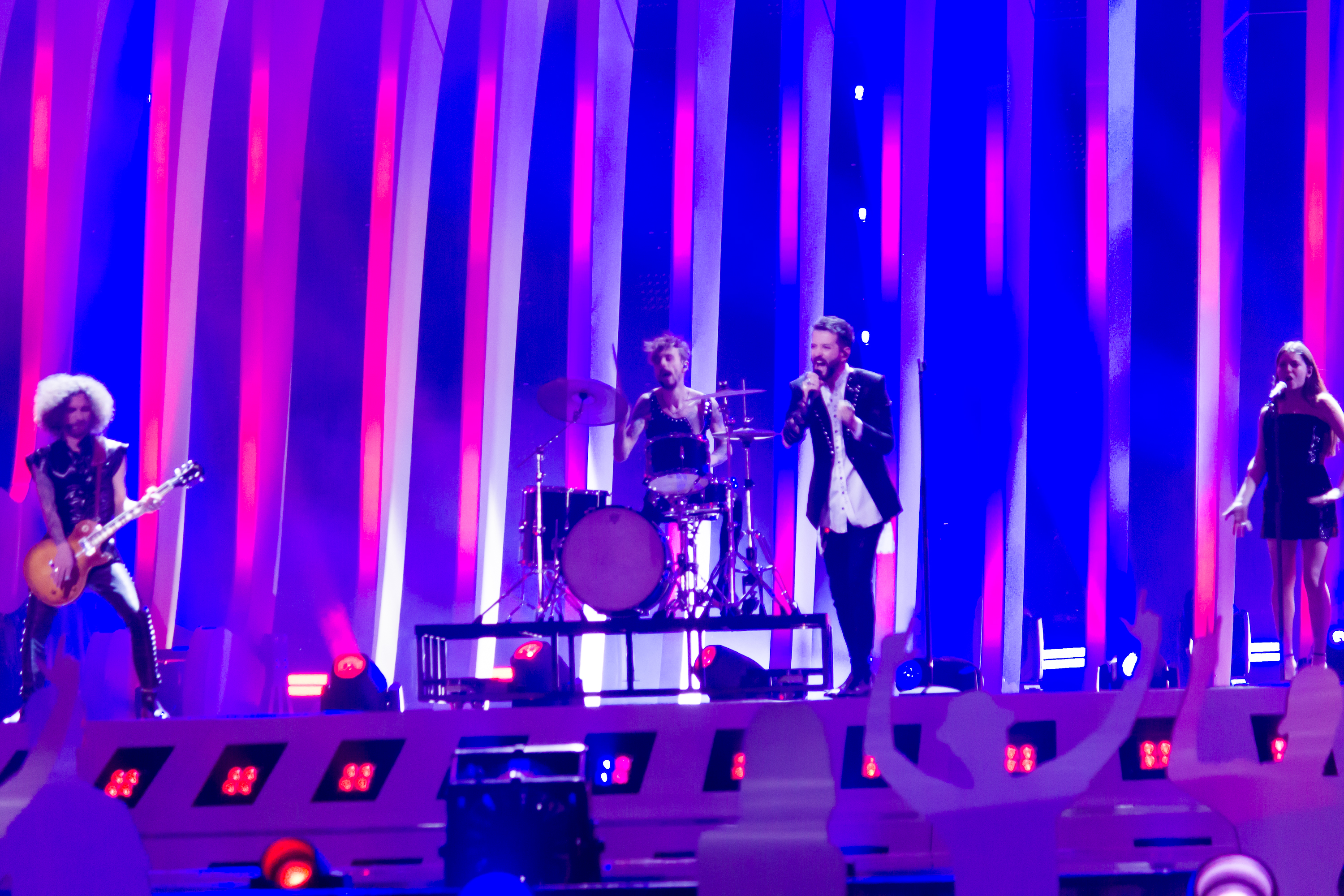
Eugent Bushpepa 2018
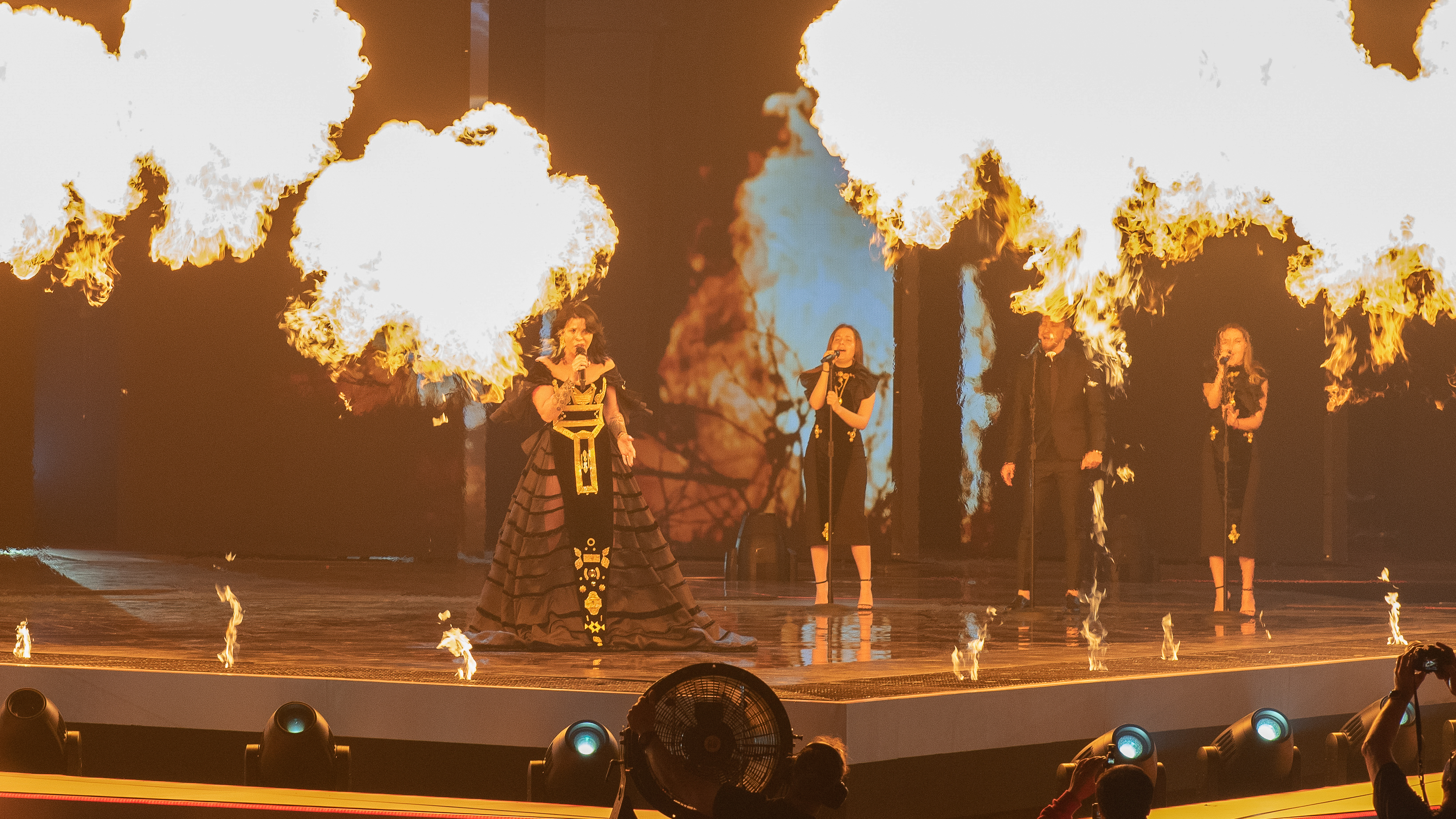
Jonida Maliqi 2019
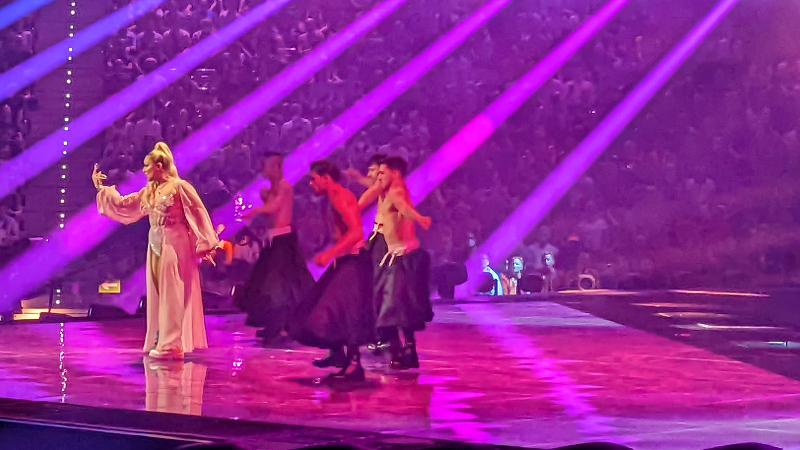
Ronela Hajati 2022
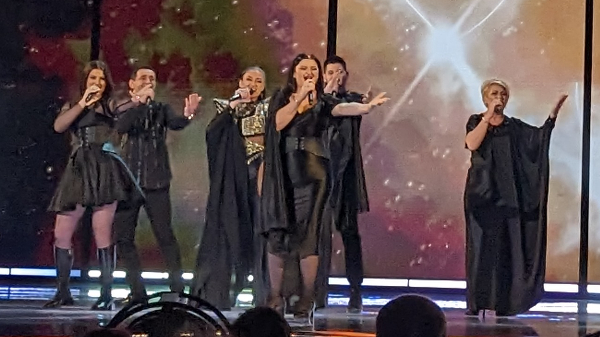
Albina & Familja Kelmendi 2023
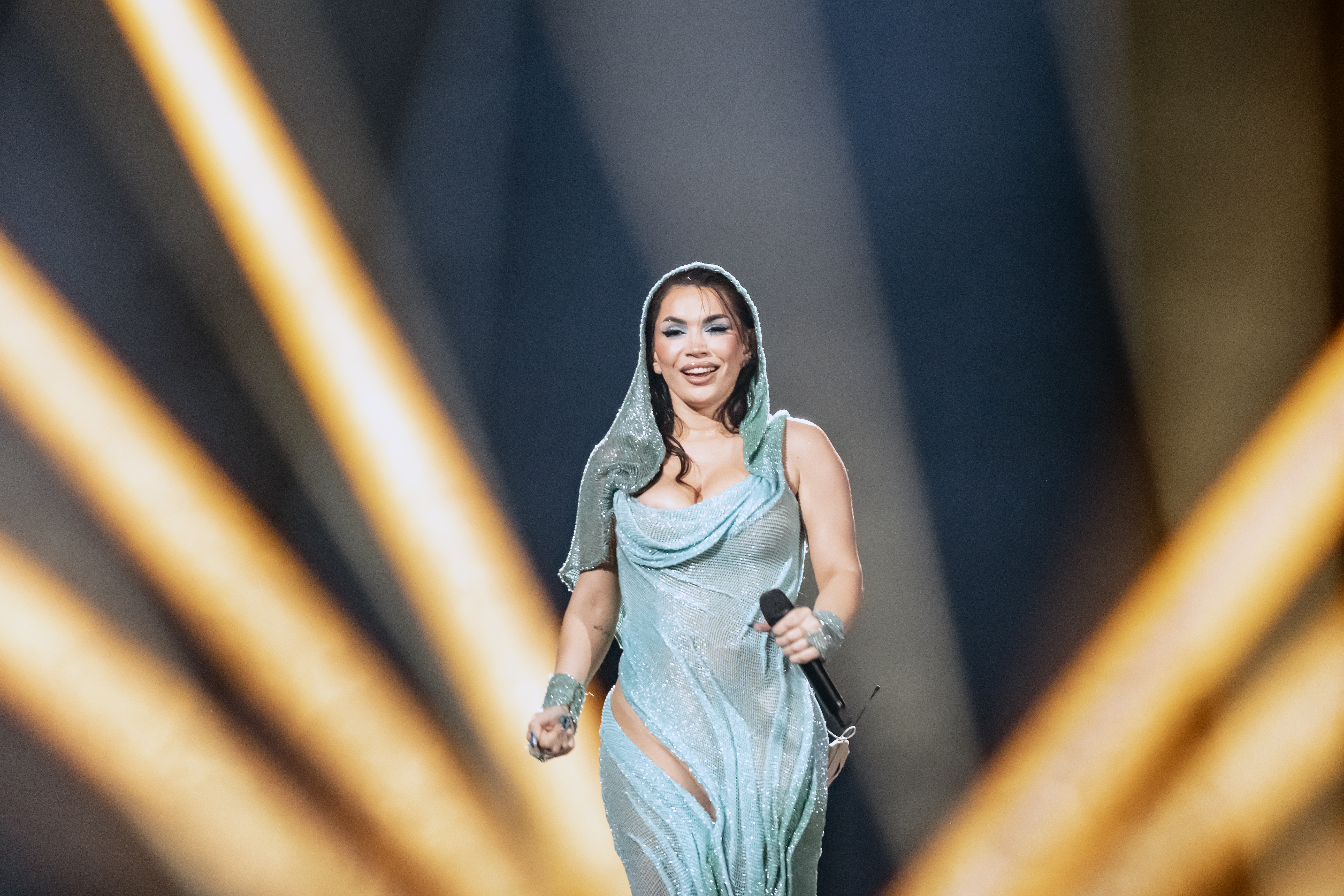
Besa 2024
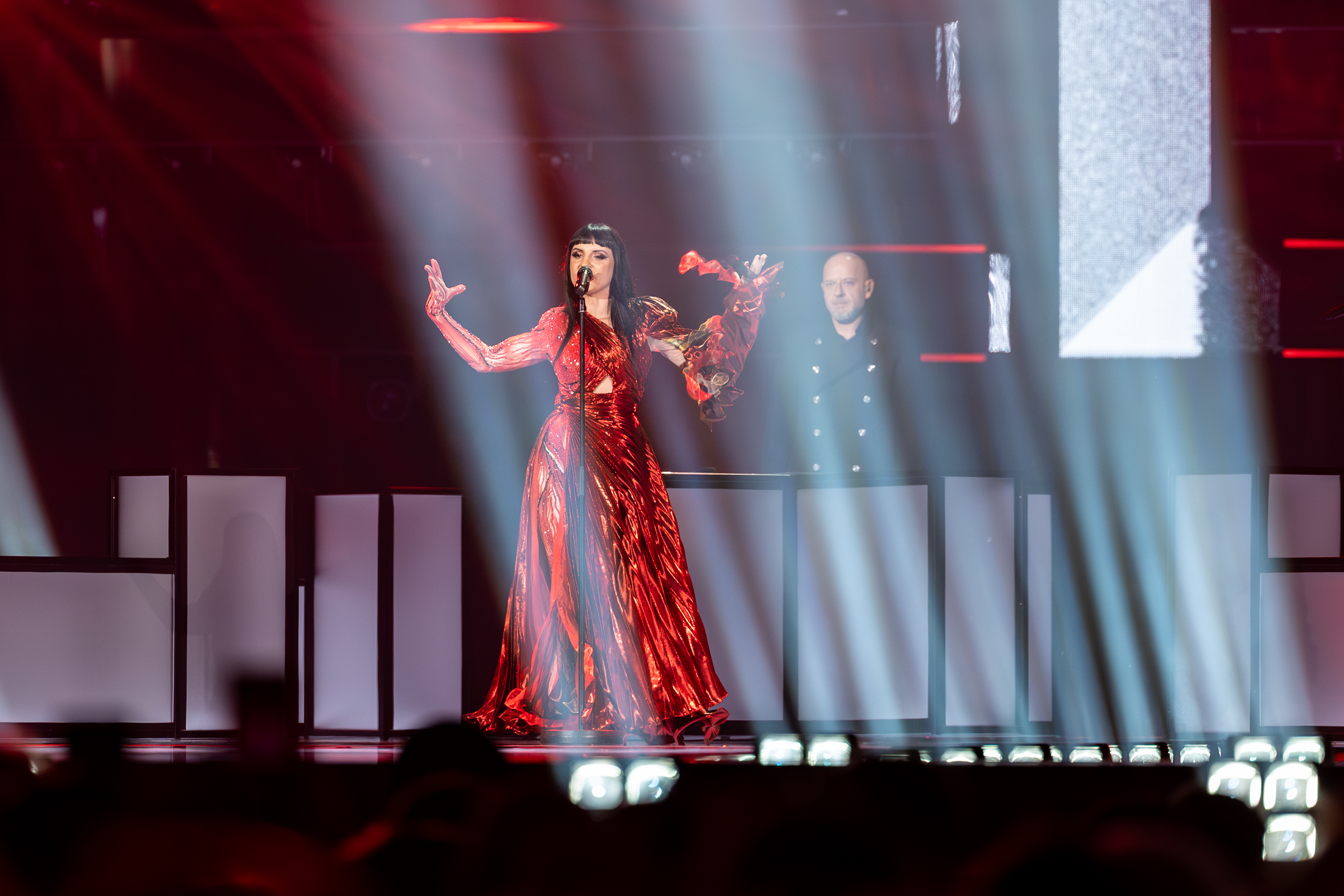
Shkodra Elektronike 2025